# Czarcia Maczuga

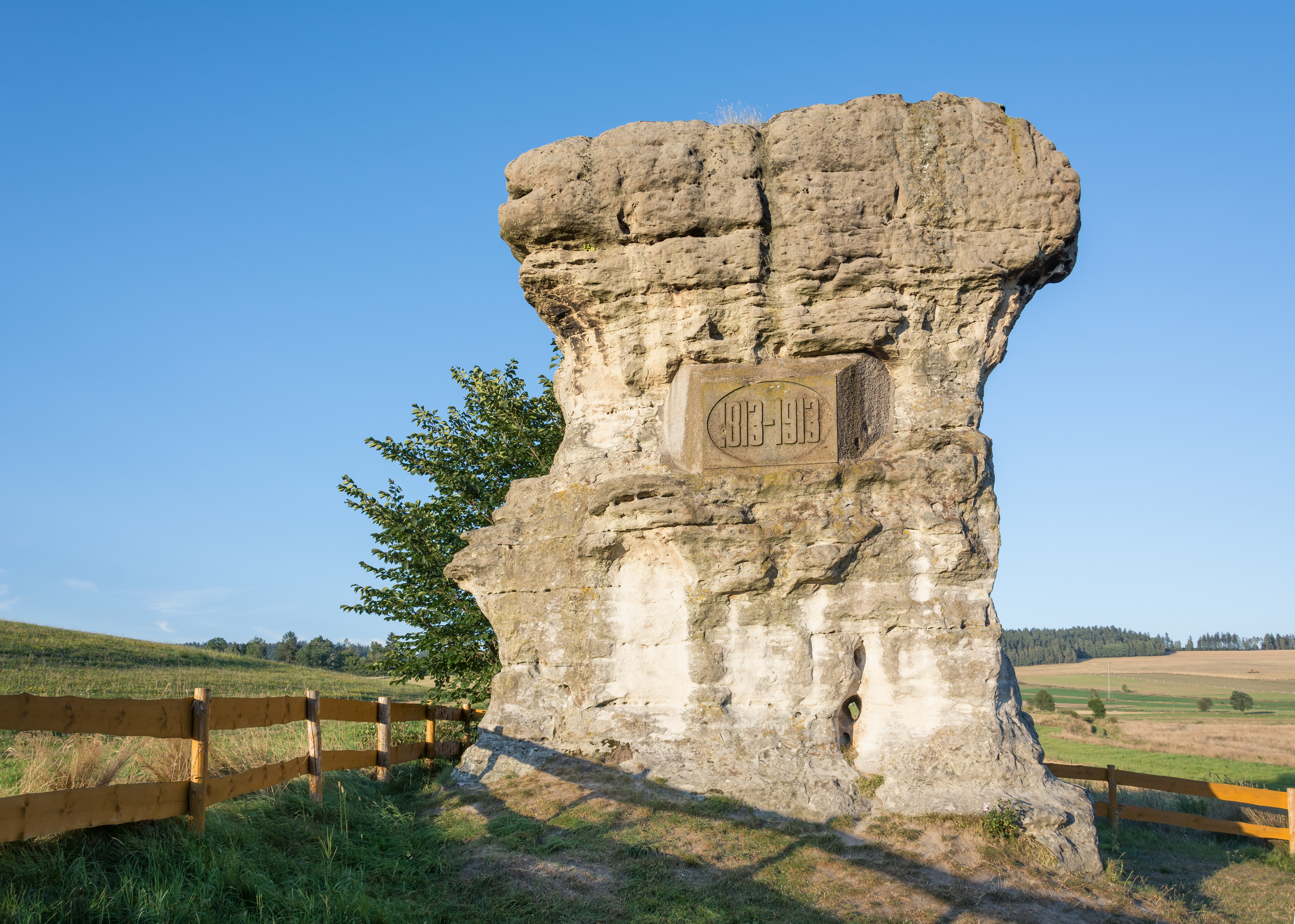
Czarcia Maczuga

Diabelska Maczuga – maczuga skalna zbudowana z piaskowca ciosowego, wieku kredowego o wysokości 8 metrów, zwana Diabelską lub Czarcią Maczugą znajdująca się w Gorzeszowie. 
Na maczudze umieszczony jest napis "1813 - 1913" upamiętniający setną rocznicę zwycięstwa Prus nad wojskami Napoleona w Bitwie Narodów.

## Legendy związane ze skałą
Legenda głosi, że w XII wieku kiedy cystersi budowali klasztor tak to rozzłościło diabła, który zamieszkiwał tamtejsze okolice, że postanowił go zniszczyć, zrzucając na niego głaz. Musiał to zrobić w nocy, zanim pierwszy kur zapieje, bo o świcie tracił moc. Gdy leciał z głazem w stronę Krzeszowa i był już nad Gorzeszowem wtedy koguty zaczęły piać i diabeł upuścił głaz, który spadł nieopodal gorzeszowskiej karczmy. Stąd ludzie zaczęli go nazywać Czarcią Maczugą lub Czarcim Głazem.